# I’ve Gotta Get a Message to You
Az I’ve Gotta Get A Message To You című lemez a Bee Gees Egyesült Királyságban  kiadott  válogatáslemeze.

## Az album dalai
1. I’ve Gotta Get a Message To You (Barry, Robin és Maurice Gibb) – 2:56
2. Elisa  (Barry, Robin és Maurice Gibb) – 2:48
3. Road to Alaska (Barry, Robin és Maurice Gibb) – 2:38
4. My Life Has Been a Song (Barry, Robin és Maurice Gibb) – 4:21
5. Jumbo (Barry, Robin és Maurice Gibb) – 2:08
6. I Am The World (Robin Gibb) (Barry, Robin és Maurice Gibb) – 2:34
7. World  (Barry, Robin és Maurice Gibb) – 3:13
8. Railroad (Billy Lawrie, Maurice Gibb) – 3:38
9. One Million Years (Robin Gibb) – 4:05
10. I’ll Kiss Your Memory (Barry Gibb) – 4:26
11. It Doesn’t Matter Much To Me  (Barry, Robin és Maurice Gibb) – 4:26
12. Paper Mache, Cabbages & Kings (Barry, Robin és Maurice Gibb) – 4:59

## Közreműködők
- Bee Gees